# NGC 4933
NGC 4933 (ook: NGC 4933A) is een spiraalvormig sterrenstelsel in het sterrenbeeld Maagd. Het hemelobject werd op 9 mei 1784 ontdekt door de Duits-Britse astronoom William Herschel.

## Synoniemen
- IC 4176
- MCG -2-33-102
- Arp 176
- PGC 45146